# شرکت آبجوسازی سیرا نوادا
شرکت آبجوسازی سیرا نوادا در سال ۱۹۷۹ توسط آبجوسازان خانگی کن گروسمن و پل کاموسی در چیکو، کالیفرنیا، ایالات متحده تأسیس شد. در سال ۲۰۱۰ این کارخانه آبجوسازی ۷۸۶٬۰۰۰ بشکه شراب آمریکایی (۹۲۲٬۰۰۰ هکتالیتر) تولید کرد و از سال ۲۰۱۶ شرکت آبجوسازی سیرا نوادا هفتمین شرکت بزرگ آبجوسازی در ایالات متحده و سومین کارخانه آبجوسازی خصوصی بزرگ در ایالات متحده است.
این کارخانه آبجوسازی در سال ۲۰۱۰ توسط آژانس حفاظت از محیط زیست ایالات متحده به دلیل اقدامات خود در زمینه پایداری، به عنوان «کسب و کار سبز سال» انتخاب شد.

## تاریخ

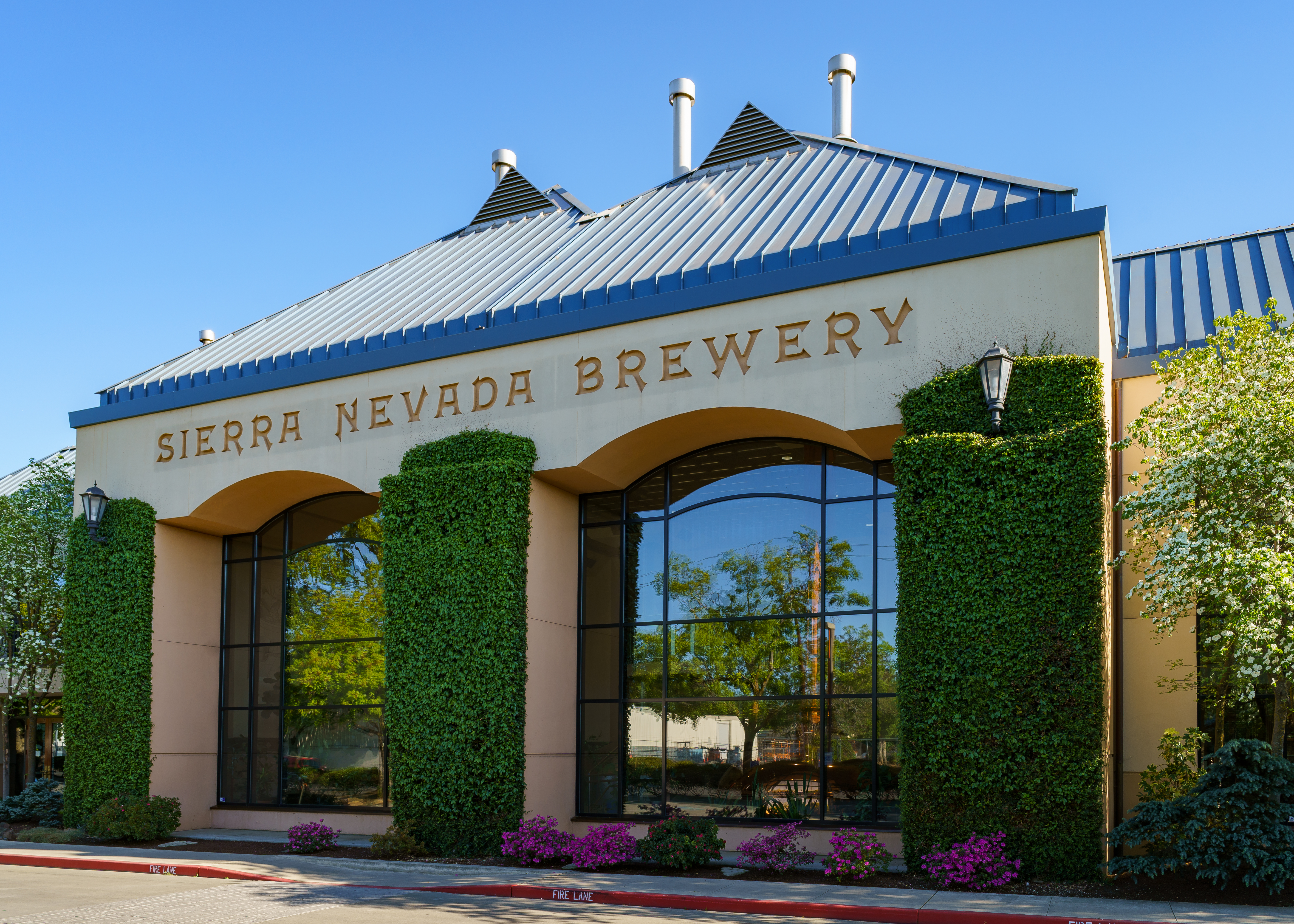
دفتر مرکزی در چیکو کالیفرنیا

شرکت سیررا نیوادا بریونگ در سال ۱۹۷۹ میلادی تأسیس شد، بنیان‌گذاران آن کن گروسمن و پل کاموسی بودند که سرگرمی مورد علاقه خود یعنی تولید آبجو را در چیکو، کالیفرنیا گسترش دادند. علاوه بر محل ساخت آبجو، گروسمن ادعا می‌کند که وجه تسمیه شرکت از عشق او به پیاده‌روی در کوه‌های سیرا نوادا آمده‌است. گروسمن و کاموسی با گرفتن قرض ۵۰٬۰۰۰ دلاری از دوستان و خانواده، یک انبار ۳٬۰۰۰ مترمربعی را اجاره کردند و تجهیزات فلزات دور ریز را برای ساخت تجهیزات آبجوسازی خود جمع کردند. در ادامه و پیش از اینکه در سال ۱۹۸۹ میلادی به تأسیسات بزرگتر و فعلی خود منتقل شوند، این دو توانستند کاسه‌های مسی دست دوم را از آلمان خریداری کنند.
این شرکت در سال اول خود ۹۵۰ بشکه شراب آمریکایی (۱٬۱۱۰ هکتالیتر) آبجو فروخته و در سال دوم این مقدار را دو برابر کرد.
اولین کارمند این شرکت استیو هریسون بود که مسئول بازاریابی و فروش بود. استیو درسلر در سال ۱۹۸۳ استخدام شد، زمانی که تولید کارخانه ۲۵ تا ۳۰ بشکه در هفته بود، و در سال ۲۰۱۷ بازنشسته شد.
تا سال ۱۹۸۷، آبجوی این کارخانه در هفت ایالت توزیع می‌شد و تولید به ۱۲٬۰۰۰ بشکه شراب آمریکایی (۱۴٬۰۰۰ هکتالیتر) در سال رسیده بود که باعث شد شرکت به دنبال ساخت یک کارخانه آبجوسازی جدید باشد.
کاموسی در سال ۱۹۹۸ بازنشسته شد و سهم خود را در شرکت به گروسمن فروخت.
در سال ۲۰۱۰، شرکت آبجوسازی سیرا نوادا با صومعه نیو کلروو شریک شد و صومعه در سال ۲۰۱۱ شروع به تولید آبجوهای سبک درمانی کرد. صومعه هنوز توسط انجمن بین‌المللی تراپیست تأیید نشده‌است، در نتیجه صومعه آبجو رسمی تراپیست را تولید نمی‌کند.
این کارخانه آبجوسازی در سال ۲۰۱۱ حدود ۴۵۰ نفر را در استخدام دارد

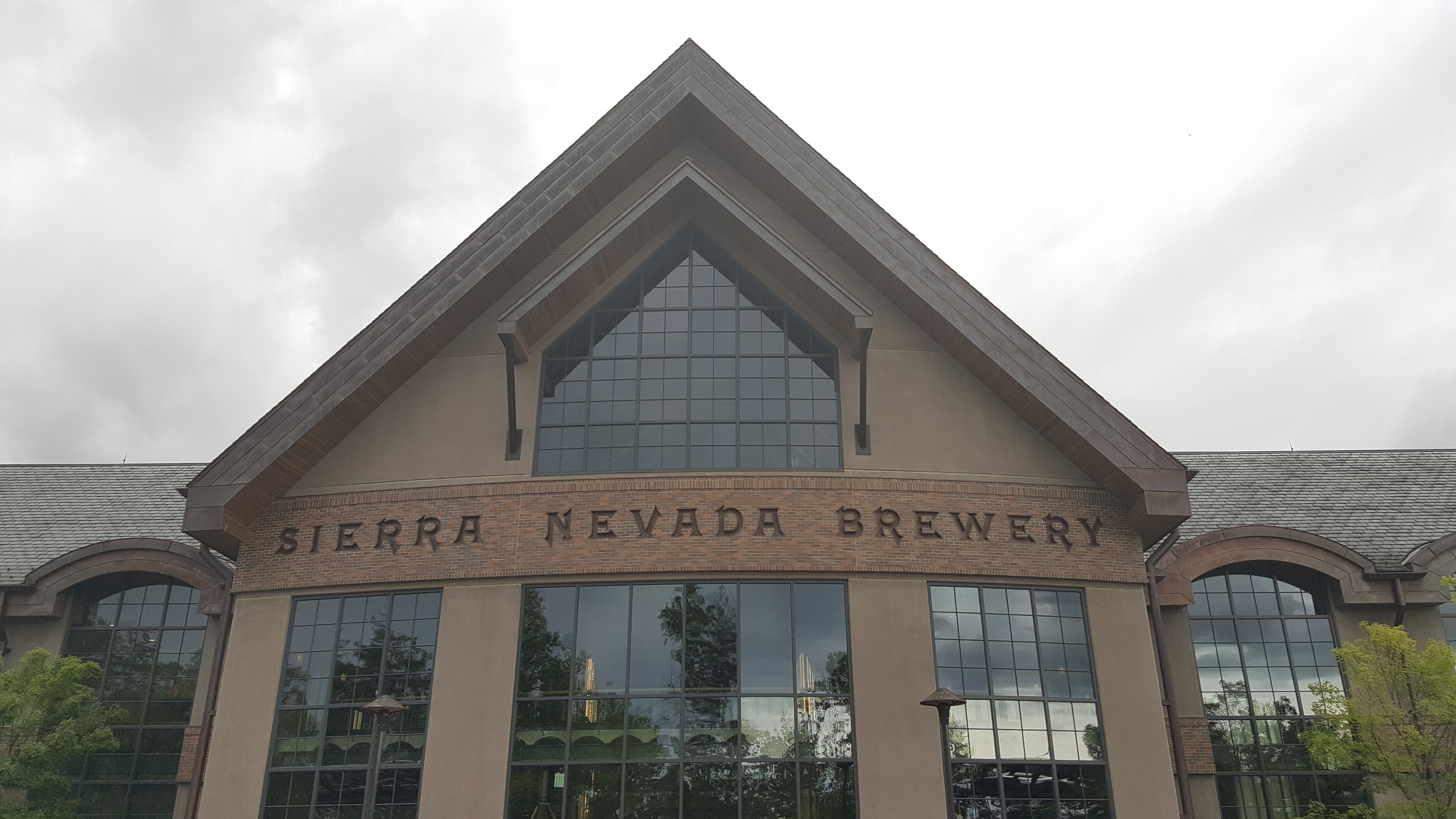
ورودی کارخانه آبجوسازی میلز ریور

در ژانویه ۲۰۱۲، سیرا نوادا اعلام کرد که دومین کارخانه آبجوسازی را با یک رستوران متصل در میلز ریور، کارولینای شمالی خواهد ساخت. ساختمان دارای گواهینامه استاندارد پیشرو در طراحی محیطی و انرژی در اوایل سال ۲۰۱۴ در یک مسیر جنگلی در مجاورت فرودگاه منطقه ای اشویل افتتاح شد و از درختان قطع شده به عنوان چوب هم در ساختمان و هم برای مخازن آب باران که توالت‌ها را تخلیه می‌کنند، استفاده کرد.

## پیوندهای بیرونی و مطالب بیشتر
- Sierra Nevada Brewing Co. وب سایت رسمی به آدرس sierranevada.com